# 圣桑福里安 (萨尔特省)
圣桑福里安（法語：Saint-Symphorien，法語發音：[sɛ̃ sɛ̃fɔʁjɛ̃]）是法国萨尔特省的一个市镇，属于马梅尔斯区。

## 地理
圣桑福里安（48°4'20"N, 0°6'54"W）面积22.49 平方千米，位于法国卢瓦尔河地区大区萨尔特省，该省份为法国西北部内陆省份，北起顺时针与奥恩省、厄尔-卢瓦省、卢瓦-谢尔省、安德尔-卢瓦尔省、曼恩-卢瓦尔省和马耶讷省接壤，是法国大西部的入口，连接卢瓦尔河谷、布列塔尼和巴黎盆地。
与圣桑福里安接壤的市镇（或旧市镇、城区）包括：泰尼、帕雷讷、贝尔奈讷维昂香槟。

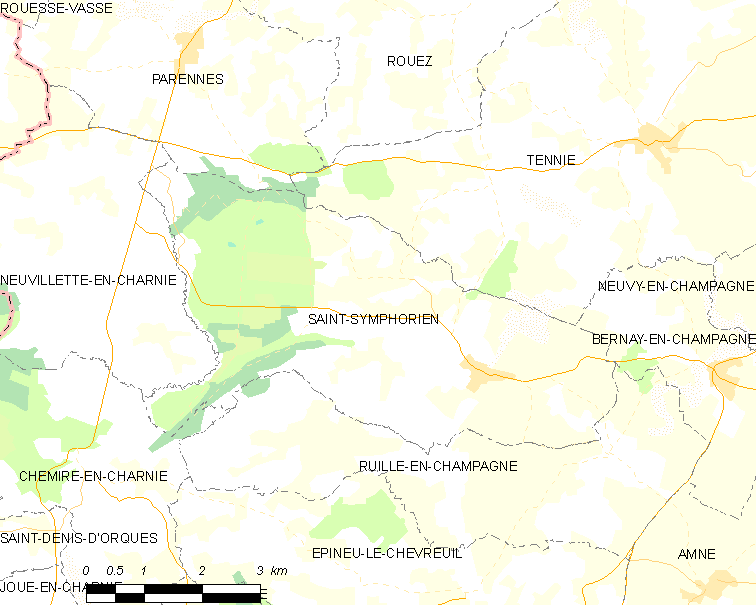
的OSM定位图

圣桑福里安的时区为UTC+01:00、UTC+02:00（夏令时）。

## 行政
圣桑福里安的邮政编码为72240，INSEE市镇编码为72321。

## 政治
圣桑福里安所属的省级选区为卢埃县。

## 人口

1962-2008年间人口变化图示

圣桑福里安于2022年1月1日时的人口数量为499人。